# (2373) Immo
(2373) Immo ist ein Asteroid des Hauptgürtels, der am 4. August 1929 vom deutschen Astronomen Max Wolf in Heidelberg entdeckt wurde.
Der Asteroid wurde nach dem deutschen Astronomen Immo Appenzeller benannt.